# Pierreclanis admatha
Pierreclanis admatha is een vlinder uit de familie pijlstaarten (Sphingidae). De wetenschappelijke naam van deze soort is voor het eerst geldig gepubliceerd in 1985 door Pierre.
De soort komt voor in het Afrotropisch gebied.